# Дулаг 121
Dulag 121 (Дулаг-121; Гомельський центральний пересильний табір) — пересильний концентраційний табір для військовополонених у місті Гомель, що існував з листопада 1941 року до 10 жовтня 1943 року.

## Внутрішня будова
Концтабір існував під час німецько-радянської війни й розташовувався на місці колишнього військового містечка у білоруському місті Гомель. Обмежувався вулицями Портовою, Радянською, Тельмана і Військовим провулком. 
Колишній військовополонений Кардаков, що знаходився в таборі з 21 грудня 1941 року до 1 червня 1942 (з лютого до червня 1942 року був російським комендантом табору) давав свідчення, що влітку 1942 року до табору було приєднано територію заводу «Двигун революції», де німці створили столярню, кузню і бондарню.
На території клінкерного заводу (зараз подвір'я дитячого садочку по вулиці Чонгарської дивізії) було збудовано чотири спеціальні печі, в яких спалювали військовополонених. Конструкції було знайдено при будівництві садочка в 1970 році. Двері в печі були особливої конструкції – двостулкові, при їх відкриванні вискакували сталеві розкладачки з накидними анкерами для кріплення рук людей. Тут же було знайдено чавунну вивіску з довгою назвою з готичних літер німецькою мовою, у перекладі – «спортивно-трудовий оздоровчий табір». Під смугою назви орел зі свастикою. 
У руїнах будівлі заводоуправління заводу (у заваленому камінням та перекриттями підвалі) було знайдено маслянисту рідину на основі дизельного палива, яка горіла на стінах будівлі і важко гасилася. Цією рідиною нацисти обливали трупи для спалювання. Враховуючи, що одна така піч була розрахована на знищення 25 000 осіб, теоретично, на території клінкерного заводу могло бути спалено близько 100 000 людей.

## Жертви
За часи існування табору в ньому, за інформацією радянської сторони, було знищено більше 100 000 військовополонених, яких ховали у рві колишьного стрільбища на території табору. Рів являв собою яму довжиною 150 метрів і шириною 20 при середній глибині 3 метри. 
Яма не могла вмістити більше 18 000 тіл, тому з кінця лютого 1942 року німці вивозили їх на машинах за місто в протитанковий рів коло клінкерного заводу; заривали в ямах на території табору; в протитанковому рві на 201-му кілометрі залізничної лінії Гомель – Жлобин; в ямах коло елеватора й інших місцях.
Зимою 1941–1942 років за табором було встановлено кілька спеціальних печей, в яких також знищували тіла жертв.
Спеціальною комісією було проведено розкопки і знайдено рештки понад 90 000 військовополонених. Більшість людей було спалено в спеціальних печах.
В ході розслідування радянською стороною воєнних злочинів нацистів було створено Акт спеціальної слідчої комісії віж 25 січня 1945 року «Про масове винищення фашистськими загарбниками радянських військовополонених в місті Гомель» (рос. «О массовом истреблении фашистскими захватчиками советских военнопленных в городе Гомеле»), створений на основі протоколів допитів колишніх в'язнів, свідків, актах про розкопки масових поховань радянських військовополонених.

## Пам'ять
На стіні одного з корпусів колишнього заводу «Праця» (рос. «Труд») на площі Повстання встановлена меморіальна дошка в пам'ять про існування концентраційного табору.